# John Marshall Martin
John Marshall Martin (* 18. März 1832 im Edgefield County, South Carolina; † 10. August 1921 in Ocala, Florida) war ein konföderierter Offizier und Politiker. Er diente während des Bürgerkrieges in der konföderierten Armee. Martin bekleidete zu Anfang den Dienstgrad eines Captains in der leichten Artillerie und später des Colonels im 9. Regiment von Florida. Er gehörte zu den Truppen von General Robert Edward Lee (1807–1870), die am 9. April 1865 vor den Truppen der Nordstaaten unter Generalleutnant Ulysses S. Grant beim Appomattox Court House kapitulierten. Martin war zu jener Zeit auch politisch aktiv. Er wurde 1863 in einer Nachwahl in den ersten Konföderiertenkongress gewählt, um dort die Vakanz zu füllen, die durch den Rücktritt von James Baird Dawkins (1809–1889) am 8. Dezember 1862 entstand. Er diente dort bis 1864. Nach seinem Tod wurde er auf dem Greenwood Cemetery in Ocala beigesetzt.